# جين فوستر
جين فوستر (بالإنجليزية: Gene Foster)‏ هو لاعب كرة قدم أمريكية أمريكي، ولد في 20 مارس 1942 في Pennsville Township, New Jersey ‏ في الولايات المتحدة.

## وصلات خارجية
- جين فوستر على موقع مرجع كرة القدم المحترفة.كوم (الإنجليزية)